# Yehoshua Blau
Yehoshua Blau (ebraică: יהושע בלאו, engleză: Joshua Blau) (n. 22 septembrie 1919, Cluj, România – d. 20 octombrie 2020, Ierusalim, Palestina) a fost un lingvist, semitolog israelian, originar din Transilvania, România, și care a trăit în copilărie și tinerețe în Ungaria și Austria. A fost membru de onoare al Societății Asiatice Regale din Londra, membru corespondent al Academiei Britanice, membru al Academiei naționale de științe a Israelului și a fost al treilea președinte al Academiei Limbii Ebraice. S-a distins, între altele, prin cercetările sale în domeniul dialectelor iudeo-arabe și creștine arabe. Yehoshua Blau a fost profesor la Universitatea Ebraică din Ierusalim și laureat al premiului Israel.

## Biografie
Yehoshua Blau s-a născut în 1919 la Cluj într-o familie evreiască ungarofonă. Tatăl său, dr. Pinhas Paul Blau, era comerciant și ziarist, iar mama sa se numea Sima, născută Grünfeld. A învățat în copilărie la școala elementară evreiască de pe lângă comunitatea israelită neologă din orașul natal, apoi a învățat doi ani la un gimnaziu privat evreiesc din Budapesta. La 12 ani s-a mutat cu familia în Austria, stabilindu-se la Baden. A continuat acolo studiile la gimnaziul local, terminându-le cu rezultate excelente în anul 1937. În continuare, familia s-a mutat la Viena unde tânărul Blau s-a înscris la studii de limba și cultura arabă la Universitate, iar în paralel, la Seminarul rabinic local. 
În luna martie 1938 Austria fiind invadată de Germania hitleristă, împreună cu părinții și cu sora lui mai mică (azi Clara Hen, profesoară de botanică la Universitatea Ebraică din Ierusalim), a reușit să se refugieze în Italia vecină la 8 iunie 1938. De acolo au izbutit, după o lună și jumătate, să emigreze cu toții în Palestina, aflată atunci sub autoritate mandatară britanică. 
Familia s-a așezat la Tel Aviv, în schimb Yehoshua, care a emigrat pe baza unui certificat de studii, s-a înscris la Universitatea Ebraică din Ierusalim. În primăvara anului 1942 a absolvit cu titlul de master în limba și literatura arabă ca materie principală, iar ca materie secundară - în studii biblice și limba ebraică.
Între anii 1942 - 1955 a lucrat ca profesor la mai multe licee- mai întâi la gimnaziul „Moria” și la gimnaziul municipal religios din Tel Aviv, apoi la Seminarul religios de băieți Mizrahi (după numele mișcării sioniste religioase Mizrahi) din Ierusalim. 
În anul 1945 s-a căsătorit cu Shulamit, născută Haviv, de asemenea profesoară, și cu care a avut mai apoi doi copii - un fiu și o fiică.
În anul 1950 își susține doctoratul la Universitatea din Ierusalim cu o teză despre Gramatica dialectului iudeo-arab medieval, elaborată în principal pe baza unor texte neliterare, sub îndrumarea lui David Tzvi Beneth. Al doilea mare dascăl i-a fost Yaakov Polotzki de la catedra de lingvistică. Începând din anul 1956 este cooptat la catedra de limbă ebraică și lingvistică semitică la Universitatea Tel Aviv, iar din 1957 revine la Universitatea Ebraică, unde se alătură catedrei de arabologie, unde va preda până la ieșirea la pensie in anul 1987. În 1966 a fost numit acolo profesor plin. 
Yehoshua Blau a fost profesor invitat la Universitățile iudaice Bar Ilan din Ramat Gan (Israel) și Yeshiva University din New York, la universitățile Berkeley California, UCLA (Los Angeles), New York, Cape Town în Africa de Sud, Eötvös din Budapesta, Harvard și Luzern.

## Funcții și afilieri
Între anii 1983-1993 a îndeplinit funcția de președinte al Academiei limbii ebraice.
De asemenea a fost președintele fondator al Societății pentru cercetarea dialectului medieval iudeo-ebraic,
În anii 1989 - 1995 a fost șeful secției științe umaniste din cadrul Academiei Naționale de Stiințe a Israelului. Între anii 1989-1994 a fost și președintele consiliului științific al Institutului Ben Tzvi.
În anul 1983 a fost ales membru corespondent al Academiei Britanice. De asemenea este membru de onoare al Societății Asiatice Regale din Londra, membru de onoare al Asociației Mondiale de Științe Iudaice, membru corespondent al Academiei Americane de Științe iudaice, președinte de onoare al Societății internaționale pentru Araba medie, și membru de onoare al Societății internaționale de semitologie comparată.

## Lucrări
Obiectul cercetărilor lui Yehoshua Blau se concentrează în două domenii principale. Cel dintâi este cel al limbii arabe medii în general, și al iudeo-arabei în particular. Al doilea este cel al lingvisticii limbilor semite, in deosebi cu referire la constituirea și evoluția istorică a ebraicei biblice. Blau a mai scris, de asemenea, cărți și articole în domeniul limbii ebraice moderne, a ebraicei rabinice și a arameicei.

### Cercetarea iudeo-arabei în particular și a arabei medii și generale
Yehoshua Blau este cel mai important cercetător al iudeo-arabei folosite în Evul Mediu. În această perioadă istorică limba arabă a servit alături de ebraică drept limbă de cultură a evreilor în lumea arabă. Elita evreiască a scris multe din creațiile înfloritoarei ei literaturi în iudeo-arabă. Iudeo-araba medievală și în general araba medie (ramură a căreia a fost și iudeo-araba) nu era nici araba clasică, nici araba vorbită standard sau neoaraba de astăzi, ci o limbă mixtă, compusă din proporții diverse de arabă clasică, arabă postclasică și neoarabă. În textele scrise în iudeo-arabă și araba medie se observă niște așa zise corecții - încercări nereușite de a "eleva" stilul. Înțelegerea la amănunt a acestor limbaje este vitală pentru a înțelege în profunzime textele, din care o mare parte au mare însemnătate culturală. Analiza elementelor de neo-arabă din ele permite reproducerea evoluției dialectelor arabe moderne.

### Sintaxadialectuluiruralarab palestiniandin zona Bir Zeit
(Syntax des palästinensischen Bauerndialektes von Bir-Zeit) 
Apărut în anul 1960, studiul se bazează pe 132 povestiri populare culese în zona Bir Zeit din Palestina de către Hans Schmidt și Paul Kahle și publicate la Göttingen în 1918 și 1930. Povestirile erau scrise într-un grai local, dar mai elevat, într-un fel de formă standard a dialectului folosit de naratorul popular.
Prima parte a cărții tratează sintaxa părților de vorbire, iar partea a doua sintaxa propoziției.

### Gramatica iudeo-arabei din Evul Mediu
Este o prelucrare a tezei de doctorat a lui Blau, în care el analizează elementele "arabe ne-clasice" din textele iudeo-arabe, mai ales cele din prima treime a celui de-al doilea mileniu, care este perioada clasică a iudeo-arabei în genere, și a Ghenizei din Cairo în particular.
El continuă prin aceasta analizele maestrului său, David Tzvi Bennet. Deoarece cartea se ocupă de spațiul geografic imens în care s-a scris în iudeo-araba vreme de secole, el nu descrie o limba unitară, ci sondează limba iudeo-arabă în formele ei atât de schimbătoare și larg diversificate. Până la apariția acestei cărți lingviștii nu aveau la îndemână o descriere lingvistică de ansamblu, ci numai prefețe la câteva cărți izolate.

### ResponseleluiMaimonide
Filosoful și teologul Rabbi Moshe Ben Maimon, cunoscut sub numele greco-latinizat Maimonide sau sub acronimul ebraic Rambam, și-a redactat responsele rabinice în limba arabă, cu excepția unor cazuri reduse în care cel ce i s-a adresat nu știa araba. Blau a editat chestiunile și răspunsurile, le-a tradus și însoțit cu note explicative. Chestiunile au fost culese mai cu seamă din trei manuscrise, iar importanța lor e mare nu numai din punct de vedere al legii religioase iudaice (Halakha), ci și din punct de vedere lingvistic și istoric.
Și în cazul responselor, care au mai fost deja traduse în ebraică încă în Evul Mediu, Blau a adus o contribuție înnoitoare, prin traducerea sa, fiindcă tălmacii medievali erau interesați numai în latura religioasă, și au eliminat din întrebări fondul lor istoric.
Al treilea volum al studiului lui Blau conține o analiză lingvistică a chestiunilor și răspunsurilor.

### Descrierea formării iudeo-arabei
Cercetarea a apărut în anul 1965 sub numele „Apariția și fondul lingvistic al Iudeo-Arabei: Un studiu al originilor Neo-Arabei și ale Arabei medii” (The Emergence and Linguistic Background of Judaeo-Arabic: A Study of the Origins of Neo-Arabic and Middle-Arabic) și a beneficiat de trei ediții succesive. Ea descrie fondul cultural și lingvistic pe care a crescut araba mijlocie în general și iudeo-araba în particular.
Descrierea tratează poziția arabei clasice la începuturile Islamului și începuturile dialectelor arabe și permite tragerea unor concluzii importante în legătură cu ele.
După rezultatele cercetării lui Blau limba arabă medie a luat naștere ca urmare a campaniilor de cucerire ale arabilor din veacurile al VII-lea și al VIII-lea: popoarele cucerite, care și-au abandonat limbile și au trecut la uzul arabei, nu au preluat decât parțial araba literară clasică
și în scrierile lor s-au amestecat elemente dialectale și așa numitele pseudo-corecturi, ceea ce a făcut din araba folosită de ele o „arabă medie”.
În cele trei anexe autorul dezbate problemele deosebite puse de araba medie și de iudeo-arabă, ca de pildă trăsăturile lingvistice ale papirusurilor antice, structura elementelor ebraice documentate în textele iudeo-arabe, și modul de însemnare a particulelor nehotărâte în araba medie și în dialectele arabe moderne.

### O gramatică a arabei creștine din Palestina
In 1966-1967 a apărut lucrarea lui Blau, „A Grammar of Christian Arabic: Based mainly on South-Palestinian texts from the First Millennium ” - „O gramatică a arabei creștine -
bazată mai ales pe texte din sudul Palestinei din primul mileniu e.n.”. În ea cercetătorul descrie araba medie din scrierile creștine ortodoxe, melkite, redactate în limba arabă, în majoritatea lor în mănăstirile din sudul Palestinei și care s-au păstrat în biblioteca mănăstirii Sfânta Ecaterina din Sinai. Limba folosită în ele a fost, se pare, și limba literară a arabilor melkiți de la est de Palestina (o prezentare mai detaliată a arabei melkite a făcut Blau în articolul său „A Melkite Arabic Literary Lingua Franca from the Second Half of the First Millennium” din 1994).
Spre deosebire de cartea sa, „Gramatica iudeo-arabei”, care face revista mai multor tipuri de limbă, în cartea aceasta, Blau se apleacă asupra unei limbi mai mult sau mai puțin unitare. Cele doua cărți se completează în felul acesta una pe cealaltă: una descrie o limba unitară, iar cealaltă o limbă cu o diversitate de variante. Diferența constă mai mult în mai marea valoare culturală a textelor în iudeo-arabă, scrierile melkite fiind epigonice, în cea mai mare parte a lor traduceri din greacă și siriacă, și puține din ele fiind originale.

### Cercetări în Araba Medie
În anul 1988 a apărut culegerea de articole ale lui Blau, purtând titlul "Studii ale Arabei Medii și ale variantei ei Iudeo-Arabe" (Studies in Middle Arabic and its Judaeo-Arabic Variety). Culegerea include și trei articole scrise în colaborare cu prof.Simon Hopkins.
Unul din ele analizează o scrisoare având semne de vocalizare, celelalte două se ocupă de ortografia iudeo-arabă fonetică. Un articol lung consacră Blau analizei lingvistice a unui text din veacul al XIII-lea scris în litere copte. Într-un alt studiu 
Blau incearcă să reconstituie accentele in araba, alt studiu trateaza pe scurt problemele pseudo-corectiunilor pe baza unui text in araba medie. Un articol scurt exprimă îndoielile lui Blau în legatură cu afirmația că avem la dispoziție traduceri arabe creștine de dinaintea Islamului. Articolele din culegere au fost actualizate, iar cercetarea procesului de formare a diglosiei arabe a fost restructurat.

#### Manual de Arabă Medie Timpurie
Anul 2002 a fost martor apariției manualului de limbă arabă medie timpurie, carte conținând o descriere gramaticală a tipurilor de arabă medie din a doua jumătate a primului mileniu, texte care le exemplifică, și un vocabular cuprinzând toate cuvintele menționate în carte. Larga varietate a tipurilor Arabei medii e compusă din texte musulmane, creștine și iudaice , iar citatele din texte sunt însoțite de comentarii critice.
Textele iudeo-arabe, din care o parte au văzut pentru întâia dată lumina tiparului, și transcrise în litere ebraice, sunt numai parțial scrise într-o ortografie corectă, care să imite ortografia arabă acceptata. Altele sunt transcrise într-o ortografie fonetică care nu are nimic comun cu cea arabă comună, și care a fost utilizată până în secolul al X -lea. Această scriere fonetică permite întelegerea liniilor lingvistice care sunt ascunse în textele scrise într-o ortografie corectă.

#### Vocabular al textelor iudeo-arabe din evul mediu
Vocabularul sau dictionarul de care este vorba se referă în principal la textele literare și documente din prima treime a celui de-al doliea mileniu, care este epoca clasică a iudeo-arabei și a Ghenizei din Cairo.
El se bazeaza pe scrierile unora dintre cei mai iluștri evrei, precum Rav Saadia Gaon, Rabi Yehuda Halevi, Maimonide și alții, precum și pe texte din responsele rabinice, scrisori personale și comerciale, și alte tipuri de documente. 
Dicționarele existente nu acopereau decât în mod limitat lexicul acestor texte. Dicționarul lui Blau completeaza materialul deficitar, și aduce un aport novator si aparte prin faptul că documentează mai ales elementele care nu erau cele arabe clasice. Lucrarea a fost premiată cu Medalia pentru cercetare și bibliografie a Asociației Bibliotecilor Evreiești în anul 2007. (The Association of Jewish Libraries RAS Division Reference Award 2007).

### Formarea și dezvoltarea istorică a limbiibibliceși chestiuni de semitologie
În afară de arabologie, Yehoshua Blau s-a ocupat intens de lingvistica semitică și s-a interesat în particular de evoluția și reconstituirea istorică a (morfemelor) limbii biblice.
Pe lângă două culegeri de articole, una în ebraică și alta în limbi străine, el a mai publicat două sinopsisuri - o gramatică scurtă dar cuprinzătoare în engleză, iar celălalt un manual universitar detaliat de nivel înalt destinat studenților. De asemenea a scris manuale de gramatica limbii ebraice pentru licee. 
Iată descrierea câtorva din cărțile pe care le-a scris în acest subiect:

#### Pseudocorecții în unele limbi semitice
În această carte, „On Pseudo-Corrections in Some Semitic Languages” , Blau încearcă să arate că atunci când un limbaj de prestigiu vine în contact cu unul vulgar , vorbitorii acestuia din urmă încearcă să imite limbajul prestigios, dar, din cauza ignoranței, ei construiesc forme noi care nu existau nici în limba de nivel înalt nici în cea vulgară.
Până la cartea lui Blau era cunoscut un singur tip de astfel de „corecție” , și anume „hipercorecția”: o hipercorecție populară a formei din limba prestigioasă , în vreme ce în contextul respectiv forma "înaltă" era de fapt identică cu cea populară.
Blau a găsit și alte tipuri de imitații eronate ale limbii înalte, ceea ce el a numit hipocorecție sau semicorecție. 
(half-correction, hypo-correction) și a stabilit termenul de pseudocorecție (pseudo-correction) care include toate situațiile de acest gen: hipercorecție, hipocorecție și semicorecție.
El analizează diversele tipuri de pseudocorecție în ebraică, în canaaneana, ugaritica, arameica, araba, și până și în inscripțiile din Arabia de Sud și în limba gî'îz.
Unul este legat de ortografia neuzuală cu s sin /s sameh, altul de teoria disimulării consoanelor duble.

#### O gramatică a ebraicii biblice
Cartea lui Y. Blau, A Grammer of Biblical Hebrew - este dedicată dascălului său, prof. Polotzki. Ea este concepută după metoda Porta Linguarum Orientalium, și conține fonetica, morfologia și un sinopsis al sintaxei, fiind bazat în întregime pe fragmente din Biblie acompaniate de note și lexic în partea a doua a cărții: fragmente din cartea Facerii (Gereza) 37 - 45 (Povestea lui Iosif), și cartea "Iona". Cartea mai cuprinde în partea a doua și exerciții și o bibliografie selectivă împărțită în cercetări de semitologie generală, gramatici ale ebraicei biblice, lucrări comprehensive și monografii.
În a doua ediție s-au adăugat zece pagini de addenda și errata.

#### Renașterea limbii ebraice și renașterea ebraicei literare
Această lucrare tratează renașterea limbii ebraice, și face 
o comparație cu renașterea arabei literare, încercand să distingă fenomenele generale comune celor două limbi și particularitățile fiecăreia din ele. În acest fel, Blau a tentat de a ajunge la o abordare mai echilibrată a evoluției celor două limbi. Cartea descrie fondul lingvistic al amândurora, confruntă societatea tradițională evreiască cu cea arabă, renașterea ebraicei cu cea a noii arabe literare.
De asemenea discută despre influența standardului european și despre academiile celor două limbi.

#### Cercetare asupra construcțiilor adverbiale la începutul propozițiilor, despărțite de restul propoziției printr-o conjuncție sau prepoziție
Cartea „An Adverbial Construction in Hebrew and Arabic” (O Construcție adverbială în ebraică și arabă), publicată în 1977 discută propozițiile care se deschid printr-o construcție adverbială despărțită de restul propoziției printr-o conjuncție sau printr-o prepoziție. La origine aceste construcții adverbiale servesc drept subiecte (uneori și ca predicate) psihologice, al căror statut special este însemnat de o conjuncție/prepoziție. Însă in unele cazuri adverbul se unește cu conjuncția/prepoziția și în felul acesta dispare însemnarea diviziunii propoziției în părțile ei psihologice.

#### Polifonia în ebraica biblică
Cercetarea „On Polyphony in Biblical Hebrew” din 1982 se ocupă de formele din Septuaginta pentru nume proprii care conțin literele ain și het, ח/ע. Unele nu transcriu aceste litere de loc, altele le transliterează prin chi și gamma, ceea ce arată că literele het și ain erau polifonice în vremea transliterării .

#### Culegere de cercetări în ebraică - studii de lingvistică ebraică
Această carte este în principal o culegere de articole din domeniul lingvisticii istorice a ebraicei biblice 
publicate anterior în reviste și antologii științifice.
Li s-au adăugat două articole noi, unul din ele (p. 66-71) subliniind locul central al accentului Mileil מלעיל în înțelegerea morfologiei limbii biblice, subiect care a fost și în atenția altor două articole precedente ale lui Blau aflate în acest volum (p. 41-65). De asemenea autorul a adăugat in acest volum și o traducere ebraică a șase articole ce fuseseră scrise în germană. Unul din ele, prelucrat și actualizat, reprezintă o cercetare detaliată (p. 137-148) care susține că particula ebraică אֵת (et)are întotdeauna o funcție acuzativă. Și articolele ebraice au fost actualizate. De asemenea figurează și o conferință despre „Renașterea ebraicei și renașterea arabei literare” (p. 290-312), din care s-a dezvoltat cartea despre "Renașterea ebraicei...", și traducerea ei în engleză.

#### Culegere de cercetări în engleză
„Topics in Semitic and Hebrew Linguistics” - Subiecte de lingvistică semitică și ebraică, din anul 1988, cuprinde articolele lui Blau în domeniul lingvisticii istorice ale ebraicei biblice și ale limbilor semitice (cu excepția celor de lingvistica arabă care au fost adunate in Studies în Middle Arabic). Articolele au fost aduse la actualitate. Cel dintâi articol (p. 11-19) a fost scris special pentru acest volum și servește drept un fel de prefață a culegerii și ca un fel de cadru pentru articolele culese. El include atât o privire din perspectivă "aeriană" a istoriei exterioare a ebraicei, cat și o descriere a structurii ebraicei biblice, având trimiteri spre diversele articole din culegere. Un articol lung (p. 50-104) e consacrat schimbărilor fonetice și literei ebraice sin שׂ. Blau acordă o importanță particulară cercetării dezvoltării paralele a sufixului feminin et, at 
-_ת.(p. 126-137) și demonstrează măsura în care evoluția formelor de excepție paralele în diversele limbi semitice pot să nu derive din patrimoniul comun, ci dintr-o dezvoltare în paralel. Această chestiune ,a dezvoltării paralele versus patrimoniul comun fiind una din problemele fundamentale ale lingvisticii comparate. Ultimele doua articole se ocupă de limba ugaritică. (p. 339-343)

#### „Fonetică și morfologie”
Acesta este un tratat universitar amănunțit, de înalt nivel, pentru studenți. O ediție nouă în Editura Academiei limbii ebraice se află în ultimele etape de pregătire. De asemenea o versiune în engleză în editura Eisenbrauns.

## Un volum jubiliar în cinstea sa
La împlinirea vârstei de 70 de ani prietenii și elevii i-au oferit, sub redacția lui Hagay Ben Shamay, un volum de cercetări în domeniul ebraicei și arabei חקרי עבר וערב.
Cartea a fost publicată în 1993, având alăturată și o listă a 349 articole pe care le-a publicat Blau până în anul 1991

## Onoruri și distincții
- 1980 - Premiul Ben Tzvi
- 1985 - Premiul de stat - Premiul Israel
- 1992 - Premiul Rothschild
- 1999 - Medalia Wilhelm Bacher a Academiei Maghiare de Științe
- 2000 - Medalia Mark Lidzbarski a Societății Germane de Orientalistică
- 2001 doctor honoris causa al Institutului național de limbi și civilizații orientale din Paris
- 2002 cetățean de onoare al Ierusalimului
- 2007 premiul Franz Rosenthal al Societății Americane de Orientalistică
- 2007 Medalia pentru cercetare și bibliografie a Asociației Bibliotecilor Evreiești

## Cărți scrise
- Syntax des palästinensischen Bauerndialektes von Bir-Zet : auf Grund der Volkserzählungen aus Palästina von Hans Schmidt und Paul Kahle/ Joshua Blau; Walldorf-Hessen 1960

- în germană
- Responsele lui Maimonide, 3 volume -Ierusalim, 5718,5721, volum complementar - 5745 - în ebraică

תשובות הרמב"ם/ יהושע בלאו; שלושה כרכים, ירושלים תשי"ח-תשכ"א; כרך השלמה ירושלים תשמ"ו
- Gramatica iudeo-arabei medievale editia I, Ierusalim 5722, ediția a II-a corectată, Ierusalim 1979 -în ebraică

דקדוק הערבית-היהודית של ימי הביניים/ יהושע בלאו, מהדורה ראשונה ירושלים תשכ"ב, מהדורה שנייה מתוקנת ירושלים תשל"ט.
- The Emergence and Linguistic Background of Judaeo-Arabic. : A Study of the Origins of Neo-Arabic and Middle Arabic/ Joshua Blau, first edition Oxford University Press 1965; ediția a doua corectată și largită, Ierusalim 1981, ediția a III-a corectată și lărgită, Ierusalim, 1999

מהדורה שניה מתוקנת ומורחבת ירושלים 1981; מהדורה שלישית מתוקנת ומורחבת ירושלים 1999 
- Bazele sintaxei (n.n. ebraice) - pentru școlile post-elementare potrivit programului școlar al Ministerului Învățămantului din Israel, Institutul ebraic pentru învățământ în scris, Ierusalim, 5726, editia a II-a îmbunătățită, Ierusalim. în colaborare cu Institutul pentru învățământul în scris Eliezer Rubinstein, 1987 - în ebraică

יסודות התחביר : לבתי ספר על-יסודיים, בהתאם לתוכנית הלימודים של משרד החינוך / יהושע בלאו; ירושלים : המכון העברי להשכלה בכתב בישראל, תשכ"ו; מהד’ 2 משופרת; ירושלים : אליעזר רובינשטיין בשיתוף עם המכון להשכלה בכתב, 1987 ‬ 
- A Grammar of Christian Arabic : based mainly on South-Palestinian Texts from the First Millennium/ Joshua Blau; Louvain 1966-67 (Corpus Scriptorum Christianorum Orientalium vol. 267, 276, 279, Subsidia tom. 29-37) - în engleză

- Pseudocorecții in unele limbi semitice, Academia Natională de Stiințe a Israelului,Ierusalim , 1970

תיקונים מדומים בלשונות שמיות / מאת יהושע בלאו;‫ ירושלים : האקדמיה הלאומית הישראלית למדעים, תשכ"ט 
(On Pseudo-Corrections in Some Semitic Languages) 
- Fonetica și Morfologia , Editura Hakibutz Hameukhad, 1972, Tel Aviv

תורת ההגה והצורות / תל אביב : הוצאת הקיבוץ המאוחד תשל"ב 
- Renașterea ebraicei și renașterea arabei literare, Joshua Blau, Ierusalim 1976

תחיית העברית ותחיית הערבית הספרותית/ יהושע בלאו, ירושלים 
- A Grammer of Biblical Hebrew/ Joshua Blau; Wiesbaden: O. Harrassowitz, first edition 1976, second amended edition 1993, Porta Linguarum Orientalium, N.S., vol. 12
- An Adverbial Construction in Hebrew and Arabic/ Joshua Blau; Jerusalem 1977
- The Beginnings of the Arabic Diglossia : a Study of the Origins of Neoarabic / Joshua Blau; Malibu : Undena Publications, 1977;
- The Renaissance of Modern Hebrew and Modern Standard Arabic : Parallels and Differences in the Revival of Two Semitic Languages / Joshua Blau, Berkeley, University of California Press, 1981
- On Polyphony in Biblical Hebrew/ Joshua Blau; Jerusalem 1982
- in colaborare cu E.Rubinstein Fundamentele lingvisticiiInstitutul ebraic de educatie in scris, 1987, 1988 יסודות תורת הלשון
- Studies in Middle Arabic and Its Judaeo-Arabic Variety/ Joshua Blau; Jerusalem : Magnes Press, Hebrew University 1988

- A Melkite Arabic Literary Lingua Franca from the Second Half of the First Millennium/ Joshua Blau; Bulletin of the School of Oriental and African Studies 57 ,1994

- Studii de lingvistică ebraică  עיונים בבלשנות עברית

, ירושלים, 1996, ISBN 965-223-926-7
- Topics in Hebrew and Semitic Linguistics/ Joshua Blau, Jerusalem 1998, ISBN 965-493-006-4
- Probleme de fonetică și morfologie în ebraica biblică: soluții precedente ș noi,Academia Națională de Științe a Israelului, Ierusalim 2001

בעיות בתורת ההגה והצורות של עברית המקרא : פתרונות קודמים וחדשים ירושלים : האקדמיה הלאומית הישראלית למדעים, תשס"א ‬ 
- A Handbook of Early Middle Arabic/ Joshua Blau; Jerusalem : Max Schloessinger Memorial Foundation, Hebrew University of Jerusalem 2002
- Vocabular al textelor iudeo-arabe medievale, editat si pregatit pentru tipar de Yehiel Kara, Academia Limbii Ebraice si Academia Nationala de Stiinte a Israelului

מילון לטקסטים ערביים-יהודיים מימי הביניים/ יהושע בלאו; ירושלים, ; ערך והתקין לדפוס: יחיאל קארה, ירושלים : האקדמיה ללשון העברית והאקדמיה הלאומית הישראלית למדעים, תשס"ו 2006